# Mendata
Mendata é um município da Espanha na província da Biscaia, comunidade autónoma do País Basco, com 22,4 km² de área. Em 2021 tinha 379 habitantes (densidade: 16,9 hab./km²).

## Demografia
| Variação demográfica do município entre 1991 e 2004 | Variação demográfica do município entre 1991 e 2004 | Variação demográfica do município entre 1991 e 2004 | Variação demográfica do município entre 1991 e 2004 |
| --------------------------------------------------- | --------------------------------------------------- | --------------------------------------------------- | --------------------------------------------------- |
| 1991                                                | 1996                                                | 2001                                                | 2004                                                |
| 348                                                 | 332                                                 | 339                                                 | 343                                                 |